# Servidor de impresión
Un Servidor de Impresión o Servicio de impresión a gran escala (Print Server) es un concentrador, o más bien un servidor, que conecta una impresora a red, para que cualquier PC pueda acceder a ella e imprimir trabajos, sin depender de otro PC para poder utilizarla, como es el caso de las impresoras compartidas.
Actualmente existen servidores de impresora para interfaz paralela, USB o impresoras de red.
Acepta los trabajos de impresión de las computadoras y los envía a las impresoras apropiadas, poniendo en cola los trabajos localmente para acomodar el hecho de que el trabajo puede llegar más rápido de lo que la impresora puede trabajar en realidad. Entre las funciones auxiliares figuran la posibilidad de inspeccionar la cola de los trabajos que han de procesarse, la posibilidad de reordenar o eliminar los trabajos de impresión en espera o la posibilidad de realizar diversos tipos de contabilidad (como el recuento de páginas, que puede entrañar la lectura de datos generados por la(s) impresora(s)). Los servidores de impresión pueden utilizarse para hacer cumplir las políticas de administración, como las cuotas de impresión en color, la autenticación de usuarios/departamentos o el marcado con marcas de agua de los documentos impresos.
Los servidores de impresión pueden ser compatibles con una variedad de protocolos de impresión estándar o patentados de la industria, como el protocolo de impresión de Internet, el protocolo Line Printer Daemon, NetWare, NetBIOS/NetBEUI o JetDirect.
Un servidor de impresión puede ser una computadora en red con una o más impresoras compartidas. Alternativamente, un servidor de impresión puede ser un dispositivo dedicado en la red, con conexiones a la LAN y una o más impresoras. Los dispositivos de servidores dedicados tienden a ser bastante simples tanto en su configuración como en sus características. La funcionalidad del servidor de impresión puede integrarse con otros dispositivos como un enrutador inalámbrico, un cortafuegos o ambos. Una impresora puede tener un servidor de impresión incorporado.

Todas las impresoras con el tipo de conector adecuado son compatibles con todos los servidores de impresión; los fabricantes de servidores ponen a disposición listas de impresoras compatibles porque un servidor puede no implementar toda la funcionalidad de comunicaciones de una impresora (por ejemplo, la señal de tinta baja). 
|                                      |
| Un servidor de impresión inalámbrico |

|                                                                               |
| Impresora láser en red Brother HL-2070N con servidor de impresión incorporado |

|                                                                |
| Impresora láser de red a color Dell 1320cn con conexión de red |

| |
| Servidor de impresión externo HP JetDirect 170X con interfaces RJ-45 de LAN y paralelo de impresora |

|                                |
| Un ejemplo de impresión en red |